# Баруери
Баруери (порт. Barueri) град је у Бразилу, у савезној држави Сао Пауло. Према процени из 2007. у граду је живело 252.748 становника.

## Становништво
Према процени из 2007. у граду је живело 252.748 становника.
| 1991.   | 2000.   |
| ------- | ------- |
| 130,799 | 208,281 |